# АС Читадела
АС „Читадела“ (на италиански: AS Cittadella S.r.l.u.), известен като „Читадела“, е италиански футболен клуб от Читадела. Играе в Серия Б – втората дивизия на Италианската лига.
Основан е през 1973 г. чрез сливането на два съществуващи клуба и от 2000 до 2004 г. носи името „Читадела Падова“. Най-големият му успех са 13-те сезона в шампионата на Серия Б, където дебютира през сезон 2000/01 и в който играе от 2016/17. Най-доброто му класиране в Серия Б е петото място, постигнато през сезон 2019/20. През сезон 2018/19 отборът достига до финала на плейофната серия за промоция в Серия А.
Историята на клуба е тясно свързана с тази на семейство Габриели – предприемаческа група от Венето, активна в стоманодобивния сектор, която го притежава от самото му основаване и финансира прогресивното му развитие, което за кратко време го превръща от аматьорски отбор в професионален.
Домакинските си срещи играе на стадион „Пиерчезаре Томболато“ с вместимост 7623 зрители. Произвищата на отбора са „Чита“, „Чит“ и „винените“.

## История
През сезон 2007/08 отборът заема 3-то място в Серия C1/A, а след това играе плейоф с отбора на „Кремонезе“ и по този начин получава правото да играе в Серия Б. На такова равнище отборът е играл само 2 сезона: 2000/01 и 2001/02.

## Успехи
Серия C1: (2)
- Бронзов призьор: 1999/00, 2007/08

Серия D: (2)
- Победител: 1988/89, 1992/93